# 和田豊
和田 豊（わだ ゆたか、1962年9月2日 - ）は、千葉県松戸市出身の元プロ野球選手（内野手、右投右打）、プロ野球コーチ。
阪神タイガース監督退任後は、阪神球団オーナー付シニアアドバイザーを経て、2017年11月1日から球団本部付テクニカルアドバイザー（TA）を務めた。2025年からは一軍・二軍打撃巡回コーディネーターを務める。

## 概要
1985年に阪神へ入団してから、阪神一筋フランチャイズ・プレイヤーとして他球団へ移籍することなく2001年まで現役生活を送った。
現役引退後は、一軍・二軍でのコーチを経て、2012年から2015年まで一軍の監督を歴任。阪神において、選手・コーチ・監督時代を通じて、31シーズン連続で現場で従事した人物は、和田が初めてである。
ロサンゼルスオリンピック野球の金メダリスト。

## 経歴

### プロ入り前
松戸市立常盤平第一小学校、松戸市立常盤平中学校から我孫子高校に進学し、1978年、1年生の時に三塁手として夏の甲子園に出場した。2回戦（初戦）で石嶺和彦のいた豊見城高に延長10回サヨナラ負けを喫する。1年上級に板沢峰生、仲野和男、菅原悦郎がいる。
高校卒業後は日本大学へ進学した。当時の日大は東都大学野球リーグ二部に低迷していたが、1981年秋季二部リーグで優勝し、入替戦で国士舘大を下し、一部に昇格した。一部優勝には届かなかったが、1983年春季リーグでは、1年下のエース石井宏の好投もあって駒大に次ぐ2位（同勝点、勝率差）となり、自身も首位打者を獲得した。東都一部リーグ通算78試合出場、288打数94安打、打率.326、4本塁打、22打点。ベストナイン（遊撃手）2回。
1983年から2年連続で日米大学野球選手権大会日本代表に選出されたほか、1984年のロサンゼルスオリンピック野球日本代表として出場し、金メダルを獲得した。

### 現役時代
1984年、阪神タイガースにドラフト3位で指名され入団。同年限りで引退した藤田平の後継者として期待され、藤田がつけていた背番号6を与えられた。
1985年、山脇光治と入れ替わる形で一軍に昇格し、プロ初打席は四球だった。新人選手ながら39試合に出場し、チーム初の日本一達成に控え内野手として貢献した。
1988年に監督に就任した村山実から、大野久・中野佐資と共に“阪神タイガース少年隊”と命名される。開幕から平田勝男に代わり遊撃手に抜擢され、2番打者として活躍。当時の日本記録を更新する56犠打を記録し、規定打席（14位、打率.279）にも到達した。1988年にはスイッチヒッターにも挑戦したが、現役生活は右打者に徹した。
1989年にも最多犠打を記録し、小技と堅実な守備でチームの中心選手となった。
1990年には、打率.304（リーグ5位）と自身初の3割越えを記録。シーズン本塁打8本は生涯最高の本数であり、この年最後の本塁打となる8号はランニング本塁打であった。長打率も生涯唯一4割を超えたが、同年の三振59個が生涯ワーストの数字ともなった。
レギュラー獲得当初は2番打者としての起用が多かったが、勝負強く三振の少ない打撃を買われて徐々に1番に定着し、低迷する阪神をチームリーダーとして引っ張った。
1992年からは岡田彰布に代わって二塁手に回り、3年連続でゴールデングラブ賞を受賞した。特に1992年はルーキーイヤー以来となるチームの優勝争いに貢献し、ベストナインにも選ばれた。芸術的な流し打ちや、追い込まれてからの勝負強さを武器に「安打製造機」として活躍し、通算1739安打を記録した。
1993年にリーグ最多安打（当時はタイトルではない）となるなど、巧打の内野手として活躍した。一方、極端に長打の少ない打者として知られ、1991年から1993年まで、規定打席に達していながら3年連続で0本塁打であった。1994年5月25日の巨人8回戦（甲子園）で打った2点本塁打は1930打席ぶりに出たもので、走者を置いての本塁打はプロ入り3673打席目で初めてだった。
1994年は打率.318（リーグ4位）と、自己最高の成績を残し首位打者争いにも加わる。シーズン終了後の契約更改で阪神の生え抜き選手としては初の1億円プレーヤーとなる（球団初の1億円プレーヤーは石嶺和彦）。この年の打順は前半戦は1番打者、後半戦はロブ・ディアーの不振に伴い3番打者を任されていた。この年のシーズン147本単打は、1988年に新井宏昌が記録した144本を上回ったが、オリックスのイチローが151本を記録した為、このシーズン終了時点ではセ・リーグ新記録と日本プロ野球歴代2位（右打者としては1位）となった（セ・リーグ記録としては2003年に赤星憲広が並び、2004年が荒木雅博が更新）。
1995年は前年最終戦で自打球を足に当て骨折した影響から不振に陥り、関川浩一に1番打者を譲り2番打者を打つことが多かった。
1996年は開幕から7番打者としてスタートするが、5月下旬には1番に戻り成績も復調。チーム事情により三塁手としての出場が多かった。11月に行われた日米野球にも出場。特に甲子園での試合では野茂英雄から三塁打を打ち5打点を挙げる活躍をみせた。
1997年は再び二塁手、シーズン当初から好調を維持し、開幕からの連続安打としては日本記録となる24試合連続安打を記録したが、7月の中日戦で死球を受け、左手人差し指と中指を骨折し、9月まで2か月間戦線を離脱した。レギュラー定着後初の100試合未満に終わったが、3年ぶりに打率3割に到達した。
1998年は結膜炎にかかり、一時期眼鏡をかけて出場していた。
1999年に野村克也が阪神の監督に就任した際「監督が変わっても僕達は変わらない」と発言したと報道され、初めてのミーティングの際に野村から「変わらないからチームが低迷したままなんだ」と叱責を受けた（後述）。シーズンでは打率は3割を越えたが、連続規定打席到達は11年で途切れた。
2000年は開幕から三塁手として先発出場したが、攻守に衰えが露呈して4月半ばにスタメン落ちし、以降はベンチを温めることが増え、一軍定着後自己ワーストの成績に終わる。オフの契約更改では、年俸9200万円から大幅ダウンとなる推定4600万円と、翌年から打撃コーチ兼任（コーチ年俸として別途1000万円）となることが発表された。
2001年は、1988年以来続けていた開幕スタメンが途切れ、開幕から7月まで20打席以上ヒットの出ない日々が続き、初ヒットが出たのは7月11日であった。選手としては2度の二軍落ちを経験する一方、コーチとして一軍に帯同したため練習時間の確保ができず、特にビジターでは感覚がずれないよう一般のバッティングセンターに通うこともあった。
9月21日に現役引退を表明し、10月1日の巨人戦が引退試合として行われた。この年唯一のスタメンとなる「1番・二塁手」で起用され、右前安打と四球で2度出塁、2度ともホームを踏んだ。この日が最後の指揮となった巨人の長嶋茂雄監督（同じ千葉県出身でもある）への花束贈呈式の後、和田の引退セレモニーが行われ、スピーチでは球団関係者・同僚への感謝の言葉に続き「…日本一の球場で常によいコンディションで試合をさせていただいた阪神園芸の皆さん。そして、いつも影で支えてくれた裏方の皆さん、マスコミ関係の皆さん…」という裏方への感謝の言葉が語られた。
和田の引退により、1985年の優勝・日本一を知る現役選手は皆無となった。

### 現役引退後

#### 阪神コーチ時代
2002年からは背番号を86に変更して一軍打撃コーチ専任となった。
2003年のリーグ優勝を後押しした。
2004年は二軍野手総合コーチを務める。
2005年には一軍打撃コーチに復帰し、チームは2年ぶりのリーグ優勝を果たす。コーチとして緻密なデータ解析をすることで選手の信頼を得た。
2007年から同級生である広澤克実の打撃コーチ就任に伴い、内野守備走塁コーチに配置転換された。2007年は一塁、2008年は三塁のベースコーチを担当した。
2009年からは再び一軍打撃コーチに配置転換された。

#### 阪神監督時代
2011年10月28日、コーチからの内部昇格で阪神監督に就任した。阪神生え抜きの監督としては、1998年限りで退任した吉田義男以来14年ぶりとなる。就任会見では「今の戦力に少しのスパイスを加えれば優勝争いできる」と発言し、4月始めに出版した著書『猛虎復活』の中でもスパイス（のちに和田自身はネット上などで「スパイス」と揶揄されるようになる）と呼ぶチーム復活への具体的手法を提示し、外野守備走塁コーチに関川浩一を招聘した。
監督就任1年目の2012年は、主力選手の不振や選手層の薄さ等でチームが低迷し、また巨人戦で大きく負け越したことも響き、チームは5位に終わった。
2013年は、前述の「スパイス」としてシーズン前にメジャーから獲得した西岡剛と福留孝介、ドラフト1位の藤浪晋太郎らを加えた戦力が噛み合い、交流戦では一時単独首位に立ったが、巨人に奪い返されて以降は首位に立つことはなく、8月27日からの巨人との直接対決3連戦で3連敗したことも響き、巨人の優勝を許した。結果として3年ぶりのシーズン勝ち越しとクライマックスシリーズ進出を決定させたが、最終的には巨人に12.5差の2位に終わる。広島とのクライマックスシリーズファーストステージ（甲子園）では、2連敗を喫し敗退した。
2014年は、交流戦で9勝15敗と大きく負け越すも、7年ぶりとなる8連勝で前半戦貯金ターンを確定させた。一方、9月には6連敗を喫するなど不安定な時期も存在した。しかし、9月27日には前年に続いてのクライマックスシリーズ進出を確定させ、75勝68敗1分（勝率.524）とし、前年より若干ながら成績を向上させる結果となった。最終的に2年連続2位となった。クライマックスシリーズでは、ファーストステージの広島戦を1勝1分で勝ちあがり、ファイナルステージでは巨人を相手に4連勝し、球団史上初のクライマックスシリーズ制覇で、9年ぶりとなる日本シリーズ進出を決めた。日本シリーズでは、2003年の日本シリーズ以来の日本シリーズでのホークス戦で、球団にとっても、当時コーチだった和田にとっても雪辱を果たす好機であったが、結果は1勝4敗に終わり、雪辱を果たしての29年ぶり日本一とはならなかった。
2015年は、中日を相手に開幕3連勝でスタートしたが、その後は調子を落とし、序盤は借金が続いた。しかし5月28日の東北楽天ゴールデンイーグルス戦で、球団史上初の交流戦開幕3連勝と球団通算5000勝を達成した（巨人に次いで12球団中2番目の早さでの達成である）。しかし、この年も終盤失速し、リーグ優勝を逃したことから、同シーズン限りでの退任が決まった。最終的に3位でシーズンを終えた。CSファーストステージではリーグ2位の巨人と対戦したが1勝2敗で敗退した。
監督退任により、1985年に選手として入団以来、31年連続して着用し続けた阪神タイガースのユニフォームを脱ぐこととなった。

### 監督退任後
2015年12月1日付で、球団新設ポストとなるオーナー付シニアアドバイザー（SA）に就任した。就任後は、坂井信也オーナーに情報やアドバイスを随時提供する一方で、中村勝広GM（チームの遠征に帯同していた同年9月23日に東京で急逝）が担っていた「フロントと現場の橋渡し役」を引き継いだ。
SA職の就任後は関西テレビ・NHK大阪放送局・毎日放送・サンテレビなどでのプロ野球中継にゲスト出演したり、サンケイスポーツの野球評論家としても活動している。
2017年11月1日付で、球団本部付テクニカルアドバイザー（TA）へ異動した。特命スカウトとして、アマチュア野球の視察・調査活動に本腰を入れている。その一方で、トラックマン（投球や打球の軌道を測定する機器）をチームに導入する2018年シーズンからは、トラックマンで計測されたデータの分析を担当する。同年から新設された振興部の運営によって、2018年4月1日に開校の「タイガースアカデミー　ベースボールスクール」（中学生までの児童向け野球教室）でも、特別顧問として定期的に指導へ赴いている。2020年2月の二軍安芸春季キャンプでは、臨時コーチとして、一軍監督からの退任以来5年ぶりに現場での指導を行った。

### コーチ復帰
2023年より、この年再就任した岡田彰布監督から「いつまでネクタイしとんねん」と言われたことがきっかけで二軍監督の就任要請を受け、阪神の二軍監督に就任。背番号は再び86。一軍監督経験者が二軍監督に就任するのは阪神では初めて。8年ぶりの現場復帰となる。岡田が2024年限りで退任した後は、一軍・二軍打撃巡回コーディネーターを務めることとなった。

## 人物
- 家族は、妻と1男2女（第一子が長女で、第二子・第三子の長男と次女が双子）。長男は、報徳学園高等学校の内野手として、2009年の第81回選抜高等学校野球大会に出場した。卒業後に進学した関西大学でもプレーし、3年生になった2012年からは一塁手として、関西学生野球リーグの公式戦などにレギュラーで出場した。
- 我孫子高校では声優・音響監督の辻谷耕史、声優のこおろぎさとみと同級生で、辻谷とは3年生の時にクラスメートであった。
- プロ野球選手になる前は教師を目指していた。幼少期からの夢であり、小学生時代は教師になるための一環で剣道や水泳教室にも通っていた。大学4年生であった1984年にロサンゼルス五輪の日本代表メンバーに選ばれると、教員採用試験の日程と重なり、悩んだ末に幼少期からの夢を断念した[32]。
- 野村克也が監督に就任した際の「僕たちは変わらない」という発言で野村から激しく叱責を受けているが、これは野村の野球を受け入れないという否定的なニュアンスではなく「別にサッカーをやるのではなく、我々はこれまでと変わらず野球をやるのだから、これほどのチャンスを生かさない手はない」という、むしろ野村の就任は歓迎するニュアンスの言葉であった。また、野村の監督就任にあたって、「難しいデータにしばられるのではないか」「スコアラーなども仕事が増えて大変になるのではないか」という不安の声も上がっていたチーム内に対する言葉でもあったが、マスコミ報道によって正反対の意味に捉われてしまい起きてしまった騒動であった[33]。
- 2000年6月7日の巨人11回戦（東京ドーム）では、前年までチームメイトだった投手のダレル・メイと対戦。打席に入っていた和田がタイムを要求し打席を外したところ、この行為を遅延行為だと思い込み憤慨したメイに頭部へ速球をぶつけられそうになった。幸い和田には当たらず野村監督の抗議もなかったため、試合はそのまま続行されたが、メイが故意に和田の頭を狙って投げたことが試合後に分かり、メイは出場停止処分となった。なお、和田はこの打席で二塁打を打ち、乱闘を呼ぶことなく報復を果たした。
- 現役時代のオフシーズンでは、1日だけ思いっきり長打を狙うバッティング練習をする日を設けていた。これは「自分みたいな非力な打者は長打を狙っていけない」と自分を戒めていた和田が、この日に思いっきり長打を連発することでシーズン中の「長打を打ちたい」という欲を解消するためのものである[34]。また、現役時代から膨大な資料や選手の特徴をメモ（和田ノート）に記載。指導者に転じてからも、「和田ノート」への記載内容を作戦面で生かしていた。
- 阪神一軍打撃コーチ在任中の2003年に、阪神タイガース公式サイト で日記「虎の意地」を連載[35]。現役時代や外見の地味で大人しいイメージからは考えられないような内容で話題を呼んだ。なお、同年10月には、連載内容をまとめた単行本『虎の意地 和田コーチの野球日記』を集英社から発売（ISBN 978-4087803853）。2008年の春季キャンプから2009年4月までは 「虎の意地Part2」、2009年8月から2011年の春季キャンプ期間中まで 「虎の意地Part3」[36]を個人ブログとして開設していた。
- 阪神一軍監督時代の2014年には、クライマックスシリーズ　ファイナルステージ第4戦の勝利で日本シリーズの進出を決めた際に、ナインが和田の胴上げを準備していた。しかし、レギュラーシーズンを2位で終えたという事情から、「胴上げは日本一になった時にしてもらいたい」として胴上げを辞退した[37]。インタビューでも「あくまでも優勝したのはジャイアンツですから」とコメントした。結局日本シリーズでは敗退したため、監督在任中の胴上げは実現しなかった。

## 詳細情報

### 年度別打撃成績
| 年 度      | 球 団      | 試 合 | 打 席 | 打 数 | 得 点 | 安 打 | 二 塁 打 | 三 塁 打 | 本 塁 打 | 塁 打 | 打 点 | 盗 塁 | 盗 塁 死 | 犠 打 | 犠 飛 | 四 球 | 敬 遠 | 死 球 | 三 振 | 併 殺 打 | 打 率 | 出 塁 率 | 長 打 率 | O P S |
| ---------- | ---------- | ----- | ----- | ----- | ----- | ----- | -------- | -------- | -------- | ----- | ----- | ----- | -------- | ----- | ----- | ----- | ----- | ----- | ----- | -------- | ----- | -------- | -------- | ----- |
| 1985       | 阪神       | 39    | 54    | 49    | 10    | 14    | 0        | 0        | 0        | 14    | 2     | 0     | 0        | 0     | 0     | 5     | 0     | 0     | 3     | 3        | .286  | .352     | .286     | .638  |
| 1986       | 阪神       | 8     | 5     | 3     | 0     | 1     | 1        | 0        | 0        | 2     | 0     | 0     | 0        | 2     | 0     | 0     | 0     | 0     | 0     | 0        | .333  | .333     | .667     | 1.000 |
| 1987       | 阪神       | 54    | 59    | 53    | 8     | 13    | 1        | 0        | 1        | 17    | 2     | 3     | 2        | 3     | 0     | 3     | 0     | 0     | 9     | 2        | .245  | .286     | .321     | .606  |
| 1988       | 阪神       | 127   | 493   | 398   | 57    | 111   | 12       | 1        | 1        | 128   | 20    | 17    | 3        | 56    | 1     | 37    | 0     | 1     | 51    | 5        | .279  | .341     | .322     | .663  |
| 1989       | 阪神       | 129   | 563   | 476   | 61    | 141   | 20       | 4        | 1        | 172   | 25    | 18    | 8        | 40    | 1     | 45    | 0     | 1     | 39    | 7        | .296  | .358     | .361     | .719  |
| 1990       | 阪神       | 126   | 569   | 496   | 72    | 151   | 16       | 4        | 8        | 199   | 36    | 17    | 9        | 12    | 3     | 54    | 6     | 4     | 59    | 8        | .304  | .375     | .401     | .776  |
| 1991       | 阪神       | 129   | 565   | 494   | 50    | 147   | 13       | 3        | 0        | 166   | 34    | 9     | 13       | 10    | 2     | 58    | 4     | 1     | 48    | 14       | .298  | .371     | .336     | .707  |
| 1992       | 阪神       | 132   | 606   | 550   | 65    | 153   | 23       | 8        | 0        | 192   | 23    | 1     | 6        | 15    | 0     | 40    | 3     | 1     | 48    | 9        | .278  | .328     | .349     | .677  |
| 1993       | 阪神       | 127   | 579   | 511   | 63    | 161   | 22       | 2        | 0        | 187   | 36    | 4     | 1        | 18    | 2     | 47    | 2     | 1     | 35    | 15       | .315  | .373     | .366     | .738  |
| 1994       | 阪神       | 130   | 601   | 519   | 76    | 165   | 13       | 3        | 2        | 190   | 43    | 8     | 7        | 11    | 3     | 65    | 3     | 3     | 40    | 6        | .318  | .395     | .366     | .761  |
| 1995       | 阪神       | 130   | 569   | 509   | 49    | 136   | 22       | 4        | 1        | 169   | 35    | 4     | 4        | 11    | 1     | 45    | 0     | 3     | 39    | 14       | .267  | .330     | .332     | .662  |
| 1996       | 阪神       | 130   | 573   | 520   | 66    | 155   | 22       | 3        | 5        | 198   | 44    | 2     | 7        | 6     | 4     | 43    | 2     | 0     | 48    | 10       | .298  | .349     | .381     | .730  |
| 1997       | 阪神       | 96    | 423   | 390   | 51    | 117   | 17       | 5        | 2        | 150   | 26    | 2     | 0        | 1     | 3     | 25    | 1     | 4     | 44    | 4        | .300  | .346     | .385     | .731  |
| 1998       | 阪神       | 130   | 495   | 438   | 39    | 119   | 15       | 1        | 4        | 148   | 32    | 1     | 4        | 10    | 1     | 45    | 0     | 1     | 39    | 10       | .272  | .340     | .338     | .678  |
| 1999       | 阪神       | 101   | 379   | 334   | 30    | 101   | 13       | 3        | 3        | 129   | 23    | 4     | 4        | 11    | 0     | 32    | 1     | 2     | 29    | 13       | .302  | .367     | .386     | .753  |
| 2000       | 阪神       | 88    | 228   | 194   | 19    | 49    | 8        | 1        | 1        | 62    | 20    | 3     | 2        | 6     | 0     | 26    | 4     | 2     | 16    | 3        | .253  | .347     | .320     | .666  |
| 2001       | 阪神       | 37    | 44    | 38    | 4     | 5     | 2        | 0        | 0        | 7     | 2     | 0     | 0        | 0     | 0     | 6     | 1     | 0     | 7     | 0        | .132  | .250     | .184     | .434  |
| 通算：17年 | 通算：17年 | 1713  | 6805  | 5972  | 720   | 1739  | 220      | 42       | 29       | 2130  | 403   | 93    | 70       | 212   | 21    | 576   | 27    | 24    | 554   | 123      | .291  | .355     | .357     | .711  |

- 各年度の太字はリーグ最高

### 年度別監督成績
レギュラーシーズン
| 年 度     | 球 団     | 順 位     | 試 合 | 勝 利 | 敗 戦 | 引 分 | 勝 率 | ゲ ｜ ム 差            | 本 塁 打               | 打 率                  | 防 御 率               | 年 齡                  |
| --------- | --------- | --------- | ----- | ----- | ----- | ----- | ----- | ---------------------- | ---------------------- | ---------------------- | ---------------------- | ---------------------- |
| 2012      | 阪神      | 5位       | 144   | 55    | 75    | 14    | .423  | 31.5                   | 58                     | .236                   | 2.65                   | 50歳                   |
| 2013      | 阪神      | 2位       | 144   | 73    | 67    | 4     | .521  | 12.5                   | 82                     | .255                   | 3.07                   | 51歳                   |
| 2014      | 阪神      | 2位       | 144   | 75    | 68    | 1     | .524  | 7.0                    | 94                     | .264                   | 3.88                   | 52歳                   |
| 2015      | 阪神      | 3位       | 143   | 70    | 71    | 2     | .496  | 6.0                    | 78                     | .247                   | 3.47                   | 53歳                   |
| 通算：4年 | 通算：4年 | 通算：4年 | 575   | 273   | 281   | 21    | .493  | Aクラス3回、Bクラス1回 | Aクラス3回、Bクラス1回 | Aクラス3回、Bクラス1回 | Aクラス3回、Bクラス1回 | Aクラス3回、Bクラス1回 |

ポストシーズン
| 年 度 | 球 団 | 大 会 名                                             | 相 手                                      | 勝 敗                         |
| ----- | ----- | ---------------------------------------------------- | ------------------------------------------ | ----------------------------- |
| 2013  | 阪神  | セ・リーグ クライマックスシリーズ ファーストステージ | 広島東洋カープ （セ・リーグ3位）           | 0勝2敗=敗退                   |
| 2014  | 阪神  | セ・リーグ クライマックスシリーズ ファーストステージ | 広島東洋カープ （セ・リーグ3位）           | 1勝1分=ファイナルステージ進出 |
| 2014  | 阪神  | セ・リーグ クライマックスシリーズ ファイナルステージ | 読売ジャイアンツ （セ・リーグ1位）         | 4勝1敗=日本シリーズ進出 (※1)  |
| 2014  | 阪神  | 日本シリーズ                                         | 福岡ソフトバンクホークス （パ・リーグ1位） | 1勝4敗=敗退                   |
| 2015  | 阪神  | セ・リーグ クライマックスシリーズ ファーストステージ | 読売ジャイアンツ （セ・リーグ2位）         | 1勝2敗=敗退                   |

- 勝敗の太字は勝利したシリーズ

※1 アドバンテージの1敗を含む。

### タイトル
- 最多安打：1回（1993年） ※当時連盟表彰なし、1994年より表彰

### 表彰
- ベストナイン：2回（1992年、1994年）
- ゴールデングラブ賞：3回（1992年 - 1994年）
- 月間MVP：1回（1997年4月）
- ヤナセ・阪神タイガースMVP賞：1回（1989年）[38]
- サンスポMVP大賞：1回（1997年）[39]
- 松戸市民栄誉賞（2001年）[40]

### 記録
初記録
- 初出場：1985年7月11日、対ヤクルトスワローズ13回戦（阪神甲子園球場）、5回裏に伊藤宏光の代打で出場
- 初先発出場：1985年7月17日、対広島東洋カープ14回戦（広島市民球場） 、「6番・二塁手」で先発出場
- 初安打・初打点：同上、2回表に川口和久から中前適時打
- 初本塁打：1987年8月21日　対中日ドラゴンズ17回戦（ナゴヤ球場）、9回表に鹿島忠からソロ

節目の記録
- 1000安打：1994年7月26日、対読売ジャイアンツ17回戦（阪神甲子園球場）、6回裏に宮本和知から右前適時打 ※史上178人目
- 1000試合出場：1994年10月4日、対横浜ベイスターズ26回戦（横浜スタジアム）、「3番・二塁手」で先発出場 ※史上323人目
- 1500安打：1998年5月23日、対横浜ベイスターズ7回戦（阪神甲子園球場）、4回裏にパット・マホームズから投手内野安打 ※史上74人目
- 1500試合出場：1999年4月18日、対ヤクルトスワローズ3回戦（福岡ドーム）、「2番・三塁手」で先発出場 ※史上125人目
- 200犠打：1999年6月1日、対横浜ベイスターズ9回戦（阪神甲子園球場）、1回裏に福盛和男から一塁前犠打 ※史上19人目

その他の記録
- シーズン最多犠打日本記録（当時） 1988年・56犠打
- 開幕連続試合安打日本記録　1997年・24試合
- オールスターゲーム出場：7回（1989年、1992年、1993年、1994年、1995年、1996年、1999年）
- オールスターゲーム通算打率.433（30打数13安打）

### 背番号
- 6（1985年 - 2001年）
- 86（2002年 - 2015年、2023年 -）[注 3]

### 登場曲
- 『Smoke on the Water』Deep Purple[41]

## 関連情報

### 著書
- 虎の意地（ザ・マサダ、1998年4月、ISBN 4915977587）
- 虎の意地-和田コーチの野球日記（集英社、2003年10月、ISBN 4087803856）
- 諦めない力 虎の挑戦-和田コーチの野球日記「虎の意地」（宝島社、2004年2月、ISBN 4796638660）
- 新たな挑戦 猛虎復活（宝島社、2012年4月、ISBN 978-4796689847）